# Люксембург на літніх Олімпійських іграх 2024
Люксембург на літніх Олімпійських іграх 2024 представляли чотирнадцять спортсменів у семи видах спорту.